# LFG Roland D.II
LFG Roland D.II là một mẫu máy bay tiêm kích của Đức trong Chiến tranh thế giới I.

## Biến thể
- D.II:
- D.IIa:

## Quốc gia sử dụng
Bulgaria
- Không quân Bulgary

 German Empire
- Luftstreitkräfte
- Kaiserliche Marine

## Tính năng kỹ chiến thuật (D.II)
Dữ liệu lấy từ German Aircraft of the First World War 
Đặc điểm tổng quát
- Kíp lái: 1
- Chiều dài: 6,93 m (22 ft 8⅞ in)
- Sải cánh: 8,94 m (29 ft 4 in)
- Chiều cao: 3,11 m (10 ft 2⅜ in)
- Diện tích cánh: 22,8 m² (246,2 ft²)
- Trọng lượng rỗng: 715 kg (1.573 lb)
- Trọng lượng có tải: 954 kg (2.099 lb)
- Động cơ: 1 × Mercedes D.III, 119 kW (160 hp)

 Hiệu suất bay 
- Vận tốc cực đại: 180 km/h (97 knot, 112 mph)
- Trần bay: 5.000 m [2] (16.400 ft)
- Tải trên cánh: kg/m² (lb/ft²)
- Công suất/trọng lượng: W/kg (hp/lb)
- Lên độ cao 5.000 m (16.400 ft): 23 phút
- Thời gian bay: 2 h [3]

Trang bị vũ khí

- Súng: 2 x súng máy LMG08/15 7,92 mm